# Palompon
Palompon (Bayan ng Palompon) är en kommun i Filippinerna. Kommunen ligger på ön Leyte, och tillhör provinsen Leyte. Folkmängden uppgår till 50 754 invånare.

## Barangayer
Palompon är indelat i 50 barangayer.
| - Baguinbin - Belen - Buenavista - Caduhaan - Cambakbak - Cambinoy - Cangcosme - Cangmuya - Canipaan - Cantandoy - Cantuhaon - Catigahan - Cruz - Duljugan - Guiwan 1 (Pob.) - Guiwan 2 (Pob.) - Himarco | - Hinagbuan - Lat-osan - Liberty - Mazawalo Pob. (Lili-on) - Lomonon - Mabini - Magsaysay - Masaba - Parilla - Plaridel - Central 1 (Pob.) - Central 2 (Pob.) - Hinablayan Pob. (Central 3) - Rizal - Sabang - San Guillermo - San Isidro | - San Joaquin - San Juan - San Miguel - San Pablo - San Pedro - San Roque - Santiago - Taberna - Tabunok - Tambis - Tinabilan - Tinago - Tinubdan - Pinagdait Pob. (Ypil I) - Pinaghi-usa Pob. (Ypil II) - Bitaog Pob. (Ypil III) |